# Klenský potok
Klenský potok (také Dluhošťský potok) je vodní tok v Jihočeském kraji. Jedná se o levostranný a zároveň o největší přítok Svinenského potoka, ústí do něj za čistírnou odpadních vod Trhové Sviny. Pramení cca 1 km jižně od vsi Valtéřov u Benešova nad Černou. Má délku 14,2 km.
Je to výrazný a dobře přístupný potok. Vede podél něj Trhovosvinenská stezka (u Buškova hamru poblíž Trhových Svinů) a dále červená turistická stezka mezi Mohuřicemi a Slavčí. Na potoce se nachází také několik mlýnů – např. Louzův Mlýn u Slavče a Traierův Mlýn u Trhových Svinů. Z rybníků vybudovaných na jeho povodí vyniká Velký Klenský rybník (18,9 ha) na horním toku.